# Liber Usualis

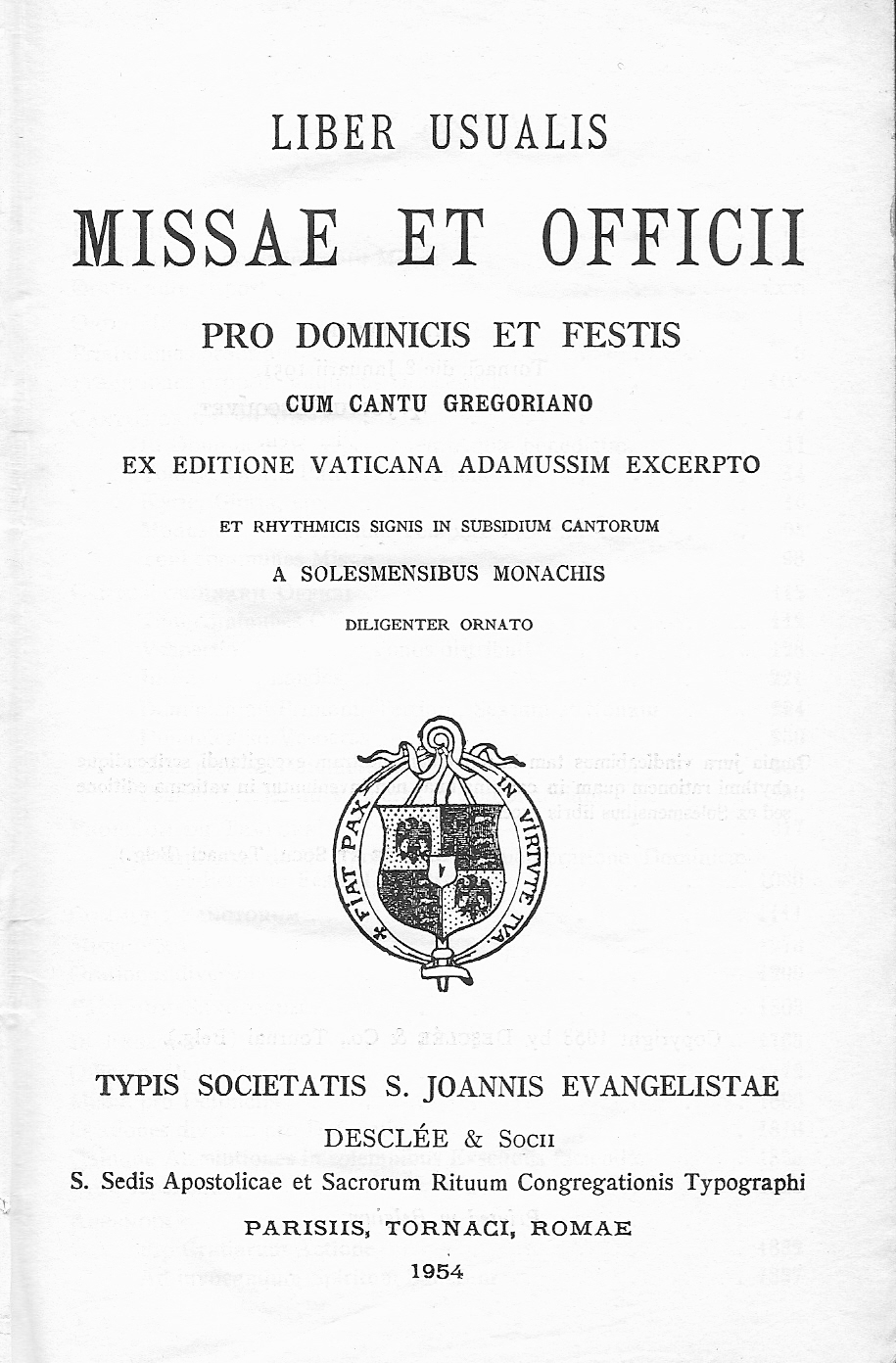
Contracapa de uma edição do Liber Usualis.

Liber Usualis é o livro usado na tradição Católica para canto gregoriano, compilado pelos monges da Abadia de Solesmes, na França.
Esse livro de 1900 páginas contém a maior parte dos hinos e músicas usados na Santa Missa (Kyrie, Glória, Credo, Santo e Agnus Dei), os cantos da Liturgia das Horas e os normalmente usados nas celebrações do Ano Litúrgico (havendo mais de duzentas páginas dedicadas à Semana Santa). O livro também contém cantos para ritos específicos, como batismo, casamento, funerais, ordenações e bençãos. Esse estilo, canto monofônico em latim, tem sido usado pela Igreja Católica desde, pelo menos, o Século VI até os dias de hoje.
Uma extensa introdução explica como se ler e interpretar a notação musical medieval; um índice auxilia a achar partes específicas do texto.